# Janīna Jalinska

Jalinska spricht in der Saeima (2018)

Janīna Jalinska (* 21. Oktober 1958) ist eine lettische Politikerin.

## Werdegang
Jalinska studierte Wirtschafts- und Rechtswissenschaft. Ab 1984 war sie Vorsteherin der Ortschaft Līksna, 1994 wurde sie zur Vorsitzenden des Gemeinderats gewählt. Nach der Kommunalwahl 1997 saß sie zudem im Bezirksrat von Lettgallen. Bis zur Auflösung im Zuge einer Kommunalreform 2007 gehörte sie dem Regionalparlament an. Anschließend saß sie bis 2018 als Vorsitzende des Regionalrats in der parlamentarischen Vertretung des Bezirkes Daugavpils.
Während Jalinska auf kommunaler Ebene zunächst für Latvijas Zemnieku savienība und später Daugavpils novada partija politisch aktiv gewesen war, kandidierte sie bei der Parlamentswahl in Lettland 2018 für das übergreifende Bündnis Zaļo un Zemnieku savienība. Während das Bündnis deutliche Verluste gegenüber der Vorwahl verzeichnen musste, erlangte sie eines der elf Abgeordnetenmandate in der Saeima. Arvīds Kucins folgte ihr an der Spitze des Regionalrats von Daugavpils. Im Vorfeld der Parlamentswahl 2022 verzichtete sie auf eine erneute Kandidatur.